# アキノリ
AKNR（アキノリ）は、ソフト・オン・デマンドグループのアダルトビデオメーカー。株式会社エフセットが展開するアダルトビデオレーベルである。

## 概要
ヒビノから独立したAV監督アキノリ（代表取締役鈴木哲章）らが2006年1月から開始（会社設立自体は2005年10月）。
フェチ作品が得意とし、競泳水着・ジーンズ・レオタードの着衣の作品がある。近年は着衣系の作品は発売されていないうえ、ドラマ主体の作品が多くなっている。レーベル名の由来ともなっているアキノリ監督作品では足の裏をさりげなく見せることが定番となっている。また、アキノリ個人としては女性向けAV作品も監督しており、その制作業も行っている。「アキノリ×一徹シリーズ」は2014年に「17万回再生突破」という視聴数となった。
AVOPEN2017では、フェチ部門に『野ションを目撃されてプリプリお尻を大公開したままハメられた女子校生』でエントリーし3位入賞を果たした。
求人では「こだわり」の作品を企画・制作をしているアダルト映像企業としている。正社員は2022年現在5名。本社地は豊島区池袋1丁目。
DVD制作をやめ、配信のみにしていた時期があり、当時は作品内に別作品の広告を入れていた（テレビCMやYouTube広告のような演出として）。
フェチ特化はレーベル名でもあるアキノリ監督自身の性癖ゆえであるが、本来の志向としては「鼻、ワキ、足の裏、頭皮」だが、売れないので自身の趣向と間口を考え、2023年以降はキス特化作品を中心にリリースする。例として『顔面接吻』シリーズは、スケジュールや保険などの合理性を取り、4人分をまとめて撮り、4タイトルをいっぺんに出すスタイルとなっている。

## 作品を出す主なAV監督
- アキノリ（鈴木哲章）
- ラスコー川崎（6月22日生まれ）
- ティッシュマン
- ソイロクスケ

## 主なシリーズ
- 競泳水着の女シリーズ
- ジーンズの女シリーズ
- 男は僕一人ぼっちだった…。シリーズ
- 完全主観シリーズ
- 快楽レズエステシリーズ
- 火曜日は全裸登校日シリーズ
- 日本国民全裸の日シリーズ
- 服屋に行ったら店員に手コキされちゃいました。シリーズ
- 処女と同棲生活シリーズ
- アキノリ+1シリーズ
- 早漏チ○ポ強化合宿

など。